# Feliks Dzik-Dzikowski
Feliks (Fajwel) Dzik-Dzikowski (ur. 10 marca 1886 w Warszawie, zm. wiosną 1940 w Katyniu) – polski weterynarz, podporucznik rezerwy lekarz weterynarii Wojska Polskiego, ofiara zbrodni katyńskiej.

## Życiorys
Urodził się w zasymilowanej rodzinie żydowskiej, syn Józefa i Eugenii z Solarzów. W 1914 ukończył Szkołę Handlową w Warszawie. Uczestniczył w I wojnie światowej. Od listopada 1918 służył w Wojsku Polskim. Walczył w wojnie polsko-bolszewickiej, w 1921 przeszedł do rezerwy w stopniu podporucznika, aby odbyć studia weterynaryjne. W 1929 ukończył kurs w Batalionie Podchorążych Rezerwy Piechoty wchodzącym w skład 30 Pułk Strzelców Kaniowskich w Tomaszowie Mazowieckim.  
Po agresji ZSRR na Polskę w nieznanych okolicznościach wzięty do niewoli sowieckiej. W październiku 1939 przebywał w obozie jenieckim w Orańsku, a następnie osadzono go w obozie jenieckim w Kozielsku. Między 19 a 21 kwietnia 1940 został przekazany do dyspozycji  naczelnika smoleńskiego obwodu NKWD – lista wywózkowa 036/1 z 17 kwietnia 1940. Między 20 a 22 kwietnia 1940 zamordowany w Katyniu przez funkcjonariuszy Obwodowego Zarządu NKWD w Smoleńsku oraz pracowników NKWD przybyłych z Moskwy na mocy decyzji Biura Politycznego KC WKP(b) z 5 marca 1940. Ofiary tej zbrodni grzebano w bezimiennych mogiłach zbiorowych, gdzie od 28 lipca 2000 mieści się oficjalnie Polski Cmentarz Wojenny w Katyniu. W miejscu tym prowadzone były ekshumacje i prace archeologiczne, jednak Feliks Dzik-Dzikowski nie został zidentyfikowany. 

### Życie prywatne
Był żonaty, miał córkę Eugenie oraz syna Edwarda.

## Odznaczenia
- Odznaka Pamiątkowa Frontu Litewsko-Białoruskiego[3]
- Medal Pamiątkowy za Wojnę 1918–1921[2]

## Upamiętnienie
5 października 2007 minister obrony narodowej Aleksander Szczygło mianował go pośmiertnie na stopień porucznika. Awans został ogłoszony 9 listopada 2007 w Warszawie, w trakcie uroczystości „Katyń Pamiętamy – Uczcijmy Pamięć Bohaterów”.
13 kwietnia 2016, w ramach akcji „Katyń... pamiętamy” / „Katyń... Ocalić od zapomnienia”, w ogrodzie Pałacu Prezydenckiego został zasadzony Dąb Pamięci poświęcony wszystkim Ofiarom Zbrodni Katyńskiej, certyfikat z numerem 1.